# エフエム豊橋

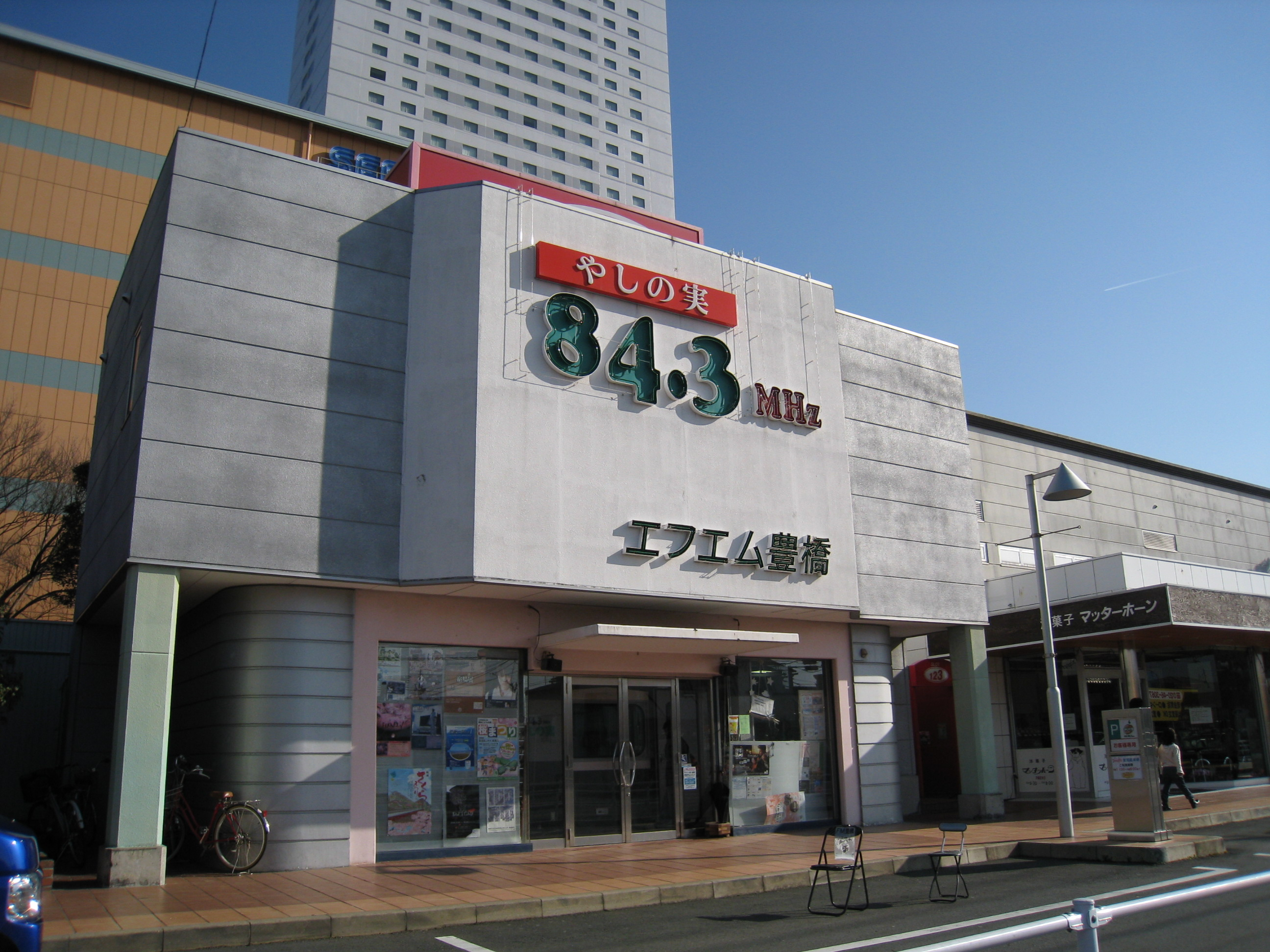
エフエム豊橋 旧スタジオ（※2012年12月閉鎖）

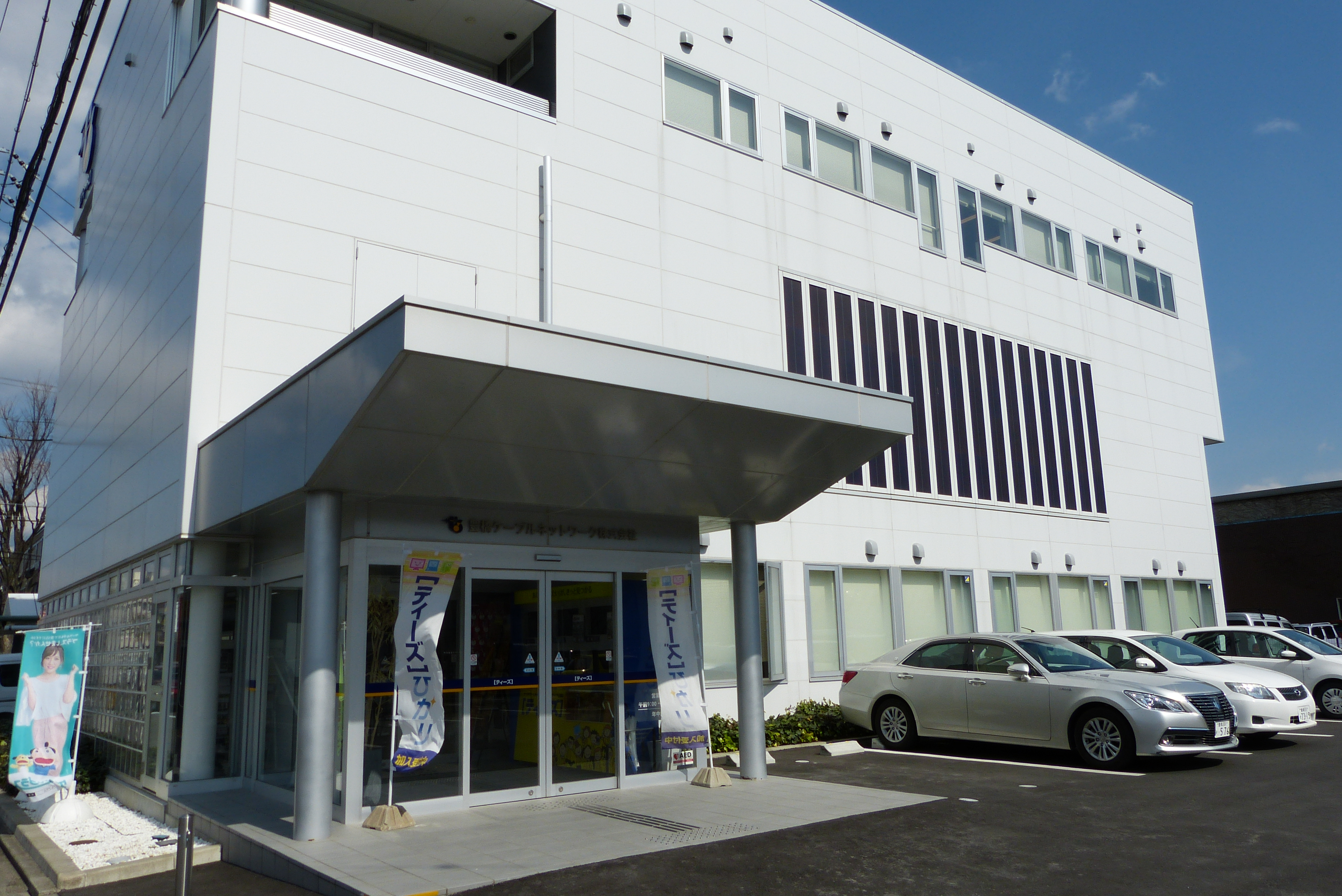
エフエム豊橋 本社・所在地(※オフィス機能は別)

株式会社エフエム豊橋（エフエムとよはし）は、愛知県豊橋市にあるコミュニティ放送局。愛称はやしの実FM。コールサインはJOZZ6AA-FM。

## 概要
- 会社名：株式会社エフエム豊橋
- 資本金：3,000万円[1]
- 最大実効輻射電力：28W
- 放送時間：月曜から土曜まで24時間放送（午前5時基点）、日曜はメンテナンスのため5:00 - 27:00（月曜未明3:00）まで

## 送信所・中継局
| 親局       | 周波数  | 空中線電力 | 設置場所                                       | 放送区域内世帯数 | 開局日         |
| ---------- | ------- | ---------- | ---------------------------------------------- | ---------------- | -------------- |
| 豊橋       | 84.3MHz | 20W        | 豊橋市藤沢町141 （ホリデイタワー）             | 270,000世帯      | 1993年11月27日 |
| 中継局     | 周波数  | 空中線電力 | 設置場所                                       | 放送区域内世帯数 | 開局日         |
| 田原蔵王山 | 84.3MHz | 20W        | 田原市白谷町字東山418（蔵王山展望台第3駐車場） | 12,787世帯       | 2020年2月22日  |

## 沿革
- 1992年（平成4年）8月18日 - 株式会社エフエム豊橋設立。出資者は豊橋市、豊橋鉄道などの地元自治体及び企業で、第三セクターによる運営形態を採用。
- 1993年（平成5年）11月27日 - 周波数84.3MHz、出力1Wで開局。当初の可聴エリアは豊橋市内の一部地域に限られた。
- 1996年（平成8年）
  - 4月 - 最長寿番組「84の3ウェーブ THE BURRN」放送開始。
  - 4月26日 - 阪神・淡路大震災に伴う規制緩和を受け、出力を10Wに増強。
  - 6月 - ステーションネーム（愛称）を「FM DINO」から「やしの実」に変更。
- 1999年（平成11年）
  - 11月1日 - 出力を20Wに増強。可聴エリアを静岡県西部にまで拡大。
  - 単年度初の黒字を達成。
- 2000年（平成12年） 
  - 1月1日 - 24時間放送を開始。
  - 8月5日 - 浜松エフエム放送との合同公開生放送『ハロー!やしの実!! レイクサイドウェーブ in パルパル』を放送。
- 2001年（平成13年）7月24日 - 浜松エフエム放送・飯田エフエム放送との3局合同公開生放送『もっと!三遠南信情報局スペシャル』を放送。
- 2003年（平成15年）
  - 3月21日 - 『もっと!三遠南信情報局スペシャル 〜春の浜松満喫ガイド〜』を浜松駅構内の浜松観光インフォメーションセンターから放送。
  - 10月26日 - 『もっと!三遠南信情報局スペシャル in 三遠南信フラワーフェスタ』を豊橋総合動植物公園から放送。
- 2004年（平成16年）10月9日 - 『もっと!三遠南信情報局スペシャル in 2004いいだ・しもいなフェスティバル』を飯田エフエム放送の本社スタジオから放送。
- 2005年（平成17年）
  - 7月1日 - 番組改編。日曜午後の中規模プログラム『WEEKLY HITS 84.3』が姿を消す。『チャーリーのえねるぎっちょ』の放送回数が350回を突破。
  - 10月1日 - 番組改編。新人パーソナリティの参入で番組コーナーの改編や新番組の投入を行う（番組の大枠は変わらず）。『kult mix』『Play On The Street Radio』が登場。これによって月曜の自社製作番組枠が6:30 - 24:00に拡大。
  - 10月25日 - 『もっと!三遠南信情報局』内にて『夢つながる、三遠南信自動車道』を放送。
  - 11月4日 - 『もっと!三遠南信情報局スペシャル in 浜松』を遠州鉄道新浜松駅のUP-ONスタジオから公開生放送。
  - 12月25日 - 配給番組『FAR EAST SATELLITE』が終了。同枠後継番組はミュージックバード配給番組。
- 2006年（平成18年）
  - 3月27日 - 道の駅潮見坂より浜松エフエム放送と合同公開生放送。
  - 5月 - 長寿番組『やしの実オヤジと日曜日』が終了し、日曜の自社製作番組枠が2時間縮小。草柳伸一と星野恭子が卒業。
  - 7月 - 番組改編。『ゴゴイチゴ』などが一旦終了し、平日の自社製作番組枠が平均1時間ずつ縮小される。
- 2007年（平成19年）
  - 1月 - 番組改編。平日の自社製作番組枠が10時間ほどに大幅縮小。
  - 9月 - 看板番組『84の3ウェーブ THE BURRN』が1時間短縮。
- 2012年（平成24年）12月 - 藤沢町のスタジオを閉鎖し、小畷町の豊橋ケーブルネットワーク旧社屋に移転。
- 2013年（平成25年）11月21日 - スマートフォン向けアプリFM++でのサイマル放送を開始。なお豊橋ケーブルネットワークとの共同運営という形をとっており、TEES-843FMの表記が用いられる。
- 2014年（平成26年）10月11日 - 豊橋駅前のサーラタワー（ココラフロント）に常設サテライトスタジオ「ココラスタジオ」がオープン。（地元ケーブルテレビ局の豊橋ケーブルネットワークと共用）
- 2018年（平成30年）11月27日 - 開局25周年。周年を期にステーションネーム（愛称）を「やしの実FM」に変更。
- 2020年（令和2年）2月22日 - 田原市に田原蔵王山中継局を設置[2]。これによって、豊橋市南部地区と田原市中心市街地の受信状態が改善された。
- 2021年（令和3年）12月6日 - オフィス機能をココラスタジオ隣のココラ事務所（旧ココラスタジオ・アートスペース）に移転。なお、本社は従前の通り小畷町に所在している。
- 2023年（令和5年）11月27日 - 開局30周年。

## 特色

### 主な特徴
コミュニティ放送局としては中部地方初の開局で、全国でも3番目の開局となる。豊橋市内の催し会場を中心に、年40回以上の公開生放送を行っている。「災害時の緊急放送に有効」などの理由で、豊橋市から年間約2000万円弱の放送委託料を受け取っている。
開局当初の愛称は恐竜の町にちなんで、恐竜の総称・ディノザウルスから「FM-DINO」を用いていた。その後、1996年6月には、周波数84.3MHzや島崎藤村の同名の詩からとった「やしの実」を愛称としたが、局名としては「エフエム豊橋」を多用するなど積極的には使用されなかった。2018年11月には、開局25周年に合わせて局名を「やしの実FM」に変更した。この愛称は、一部の番組や番組表のタイトルにも用いている。
番組情報を掲載した広報フリーペーパー『84.3（やしのみ）PRESS』を年に4回発行している。エフエム豊橋のほか、豊橋市、豊川市、蒲郡市、田原市内の主要店舗にて入手可能。送料希望者負担による郵送も行っている。また、公開放送開催時などに配布する場合もある。

### 編成など
地域情報を中心としたワイド番組を1日3本程度、月曜から金曜まで編成し、リスナー参加型の番組制作を行っている。自社製作放送も多く、平日は6:30から21:00、土曜は8:00から22:00、24:00から27:00、日曜は、不規則ながら10:00から20:00まで行われる。それ以外の時間帯ではミュージックバード配給番組を主に放送する。特別番組については、番組表に掲載されているもの以外にも、急遽追加される場合がある。正月三が日中は正月特別番組を除き、ミュージックバード配給番組を終日放送する。
2014年、サテライトスタジオ「ココラスタジオ」がオープンし、本社スタジオの2か所で生放送をしている。2024年の時点では、基本的にココラスタジオでの放送が多くなっている。
生放送、録音番組のほかに、東三河で行われるイベント会場に特設スタジオを設け、会場から公開生放送が行われている。
原則24時間放送となるが、日曜はメンテナンスのため27:00をもって放送を終了する。放送開始を伝える音楽は島崎藤村の「やしの実」で、コールサインとともに毎日4:59に流される。放送終了を伝える音楽はミュージックバード配給のものをそのまま放送する。日によって異なるが、放送終了後もギターなどによる落ち着きのある音楽が最短10分、最長で1時間前後配信されることがある。この音楽は放送事故の発生時にも流されることがある。
コマーシャルは1時間番組あたり約1、2分。コーナーごとのスポンサーが無い場合は定時の1分前にのみ挿入する。21:00から6:00の番組では主に防災ファイルやコールサインを流し、スポンサーCMはほとんど流さない。番組によっては放送中の番組そのもののCMが放送時間内で流される一方、一切CMを流さずに放送されるものもある。
交通情報は日本道路交通情報センター（JARTIC）提供のものを流している。

### 近隣局との関係
近隣の三遠南信地方の浜松市の浜松エフエム放送や飯田市の飯田エフエム放送との交流が盛んで、3局のパーソナリティやスタッフが共同で公開生放送を実施することがある。『もっと!三遠南信情報局』はこの3局による共同製作番組である。なお、この番組を製作する以前から浜松エフエム放送と協力関係を築いており、合同ネット番組『HEATPOP NAVI』や合同公開生放送『ハロー!やしの実!! レイクサイドウェーブ in 浜名湖パルパル』を放送していた。
三遠南信のコミュニティ局の他、愛知県内や近隣県の他のコミュニティ局とも良好な関係を保っている。2017年1月からは、エフエムキャッチ（刈谷市）、エフエムとよた（豊田市）、メディアスエフエム（東海市）、にしおわりエフエム（海部地域）、CTY-FM（四日市市）と共にWANGAN RECORD PROJECTを開始し、合同ネット番組『WANGAN MUSIC』を放送していた。加えて、2018年4月からはエフエム岡崎（岡崎市）でも放送されていた。なお、この番組は2020年5月末を以て終了した。
2019年8月4日に浜松エフエム放送との合同公開生放送『開局25周年記念特番～やしの実にハロー♪やらまいかで～!ええじゃないか!!』を、浜松フルーツパークのHaro!サテライトスタジオから放送したほか、同年10月6日にはエフエム岡崎と合同公開生放送『ふりむけば東三河』をイオン岡崎南店から放送した。
一方で、本局開局前に愛知県豊橋地方向けのローカル番組を製作していたCBCラジオや東海ラジオの豊橋支局は、本局開局を機にローカル番組の制作を終了している。

## 主な番組
2025年4月時点の自社製作番組のみを挙げる。自社製作番組以外の時間は「MUSIC BIRD for Community FM」をサイマル放送する。これらの他に、公開生放送形式の特別番組が放送されることもある。

### 平日
- 84の3 Morning じゅうす（月曜 - 木曜 6:30 - 12:00）
  - めるしぃぼっくぅ（月曜 - 金曜 7:35頃 - ）
- Morning Mobile Motors（金曜 6:30 - 12:00）
  - 80年の記憶
- ありがっさま（月曜 - 木曜 12:15 - 12:22）
- とよはし・ザ・ワールド（火曜 12:45 - 13:00）
- ここらぶ（月曜 - 木曜 13:00 - 15:00）
  - やしの実スポーツ（月曜 - 金曜 14:50 - 15:00）
- Roundabout84.3 （月曜 - 木曜 15:00 - 17:00）
- ここなっつふらいでぇ（金曜 13:00 - 15:00）
- Friday Mix（金曜 15:00 - 18:00）
- 當間ローズのI am Latino（月曜 17:00 - 18:00）
- MONDAY SUGAR SPOT（月曜 18:00 - 19:00）
- Cha-Run-Po-Run（月曜 19:00 - 20:00）
- 藤井淳志センターステージ（月曜 20:00 - 21:00）
- THC HOT JAM（火曜 17:00 - 18:00）
- やしの実高校〜school of PM6〜（火曜 18:00 - 19:00）
- WORKer WORKout（火曜 19:00 - 20:00）
- 土☆牛☆超☆（火曜 20:00 - 21:00）
- 東三河発!! 情熱Key業人（第1・第3水曜 17:00 - 18:00）
- はんにゃ.金田のちょいのめり（第2・第4水曜 17:00 - 18:00）
- スマホと黒電話（水曜 18:00 - 19:00）
- フォーチュンラジオ（水曜 19:00 - 20:00）
- KEEP THE BEACH（水曜 20:00 - 21:00）
- G#Smile Happy（木曜 17:00 - 18:00）
- drive my vehicles（木曜 18:00 - 19:00）
- ボーカリスト琳佳の19時の扉（木曜　19:00 - 20:00）
- さとかほLAB（木曜 20:00 - 21:00）
- 熱血!教えて!なかざわ先生（金曜 18:00 - 18:45）
- What's a Pass!!!（金曜 19:00 - 20:00）
- ナノルナモナイ（月曜 20:00 - 21:00）
- いのちのみことば（金曜 24:00 - 24:30）

### 土曜日
- #盛り上げ隊とのんほい語ろ（8:00 - 9:00）
- スヤン♥コイトル orz （9:00 - 12:00）
- MUSIC 84.3 （12:00 - 13:00）
  - とよはし・ザ・ワールド（再放送 12:45 - 13:00）
- 84の3ウェーブ THE BURRN （13:00 - 18:00）
- ウミガメ（18:00 - 18:30）
- 田部井淳の｢道｣やりませんか?（第2・第4土曜 18:30 - 19:00）
- 人＋人の男マイLIFE（19:00 - 19:30）
- TUNE IN TERATUNE（20:00 - 20:30）
- MIND-O-NATION（21:00 - 22:00）
- ラビットアワー （23:00 - 24:00）
- サウンドモール音亭 6 （24:00 - 27:00）

### 日曜日
- 豊川UP!（第1・第3日曜　10:00 - 12:00）
- 蒲郡UP!（第2・4日曜日　10:00 - 12:00）
- ZENTプレゼンツ まっと!あそばまいRADIO（12:00 - 13:00）
- 日曜"だ"もんで（13:00 - 17:00）
- やしの実スポーツ総集編（17:00 - 18:00）

## パーソナリティ
括弧内の各担当番組は2025年6月時点のもの。
- 渡辺欣生（84の3 Morning じゅうす：木、Morning Mobile Motors、84の3ウェーブ THE BURRN）
- モエモエ（84の3 Morning じゅうす：火・水、スヤン♥コイトル orz）
- チャーリー（Cha-Run-Po-Run、朝市レポート：木）
- 杉山愛梨（84の3 Morning じゅうす：月）
- 天野二美（ありがっさま）
- 弾家うさぎ（ここらぶ：月）
- 安田暖（ここらぶ：火、日曜"だ"もんで）
- ゆうこ（ここらぶ：水）
- いいだまき（ここらぶ：木）
- 前川緑（ここなっつふらいでぇ）
- ちゃわむー（Roundabout84.3：月）
- さきもと（Roundabout84.3：火）
- 共田佑衣（Roundabout84.3：水）
- 浅沼里奈（Roundabout84.3：木）
- 土井典子（Friday Mix、やしの実スポーツ）
- ケンヂブリッチ（MONDAY SUGAR SPOT、やしの実高校 ～school of PM6～、さとかほLAB、とよはし・ザ・ワールド）
- 藤井淳志（藤井淳志センターステージ）
- 日高優月（藤井淳志センターステージ）
- 薬真寺伽帆（藤井淳志センターステージ）
- 當間ローズ（當間ローズのI am Latino）
- 尾崎元昭（THC HOT JAM）
- SHOJI（THC HOT JAM）
- 永田ヒロミ（THC HOT JAM）
- 竹内竹蔵（東三河発!! 情熱Key業人）
- 金田哲（はんにゃ.）（はんにゃ.金田のちょいのめり）
- まさやん（はんにゃ.金田のちょいのめり）
- 永田竜也（スマホと黒電話）
- 松下凪（スマホと黒電話）
- 小川真一（ラビットアワー）
- 中澤理（熱血!おしえて!なかざわ先生）
- 田部井淳（田部井淳の｢道｣やりませんか?）
- 人＋人（人＋人の男マイLIFE）
- KOUKI（WORKer WORKout）
- BOYS AND MEN（フォーチュンラジオ）※週替わり
- BMK（フォーチュンラジオ）※週替わり
- 琳佳（ボーカリスト琳佳の裏町横丁）
- 横田光幸（What's a Pass!!）
- 大橋隆志（MIND-O-NATION）
- 高木大介（MIND-O-NATION）
- ちーかまん（ナノルナモナイ）
- しがせいこ（G#Smile Happy）
- 辻幸平（土☆牛☆超）
- 佐藤佳穂（SKE48）（さとかほLAB）
- 萩原健太（KEEP THE BEACH）
- 伊藤徹弥（KEEP THE BEACH）
- 都築虹帆（KEEP THE BEACH）
- 福田勝明（豊川UP!）
- MANAN（豊川UP!）
- 天野なな実（蒲郡UP!）
- ツケマイ23号（蒲郡UP!）